# Mathias Le Turnier
Mathias Le Turnier (Arès, 14 marzo 1995) è un ciclista su strada francese che corre per il team Bourg-en-Bresse Ain Cyclisme; è professionista dal 2017.

## Palmarès

### Altri successi
- 2018 (Cofidis)

Classifica giovani Tour La Provence
- 2019 (Cofidis)

Classifica giovani Tour du Haut-Var
- 2023 (Bourg-en-Bresse Ain Cyclisme)

3ª tappa Tour du Beaujolais (Saint-Étienne-des-Oullières > Saint-Étienne-des-Oullières)

## Piazzamenti

### Grandi Giri
- Giro d'Italia

2020: 80º
- Vuelta a España

2018: 110º

### Classiche monumento
- Liegi-Bastogne-Liegi

2019: ritirato
- Giro di Lombardia

2017: 41º
2020: fuori tempo massimo